# 1577 w polityce

Eryk XIV Waza

Wydarzenia polityczne w 1577 roku.

## Zmarli
- 26 lutego Eryk XIV Waza, król Szwecji[1].